# 克列孟梭站
克列孟梭站（Clemenceau）是布鲁塞尔地铁2号线和6号线的车站，位于比利时布鲁塞尔首都大区安德莱赫特。

## 名称
该站得名于附近的克列孟梭大道（Avenue Clemenceau/Clemenceaulaan），其以法国总理乔治·克列孟梭命名。